# میرچئا ردنیک
میرچئا ردنیک (انگلیسی: Mircea Rednic؛ زادهٔ ۹ آوریل ۱۹۶۲) بازیکن فوتبال اهل رومانی است.
از باشگاه‌هایی که در آن بازی کرده‌است می‌توان به باشگاه فوتبال استاندارد لیژ، باشگاه فوتبال دینامو بخارست، باشگاه فوتبال سنت ترویدنس، باشگاه فوتبال راپید بخارست، و باشگاه فوتبال بورسااسپور اشاره کرد.
وی همچنین در تیم‌های ملی فوتبال Romania national under-20 football team و رومانی بازی کرده‌است.